# Südostasienspiele 1973
Die Südostasienspiele 1973, englisch als Southeast Asian Peninsular Games (SEAP) bezeichnet, fanden vom 1. bis 8. September 1973 in Singapur statt. Es war die 7. Auflage der Spiele. Es nahmen mehr als 1000 Athleten Offizielle aus 7 Ländern in 16 Sportarten an den Spielen teil.

## Medaillenspiegel
| Platz | Land           | Gold | Silber | Bronze | Gesamt |
| ----- | -------------- | ---- | ------ | ------ | ------ |
| 1     | Thailand       | 47   | 25     | 27     | 99     |
| 2     | Singapur       | 45   | 50     | 45     | 140    |
| 3     | Malaysia       | 30   | 35     | 50     | 115    |
| 4     | Birma          | 28   | 24     | 15     | 67     |
| 5     | Khmer-Republik | 9    | 12     | 20     | 41     |
| 6     | Südvietnam     | 2    | 13     | 10     | 25     |
| 7     | Laos           | 0    | 5      | 4      | 9      |

## Sportarten
- Badminton
- Basketball
- Boxen
- Fußball
- Gewichtheben
- Hockey
- Judo
- Leichtathletik
- Radsport
- Schwimmsport
- Segeln
- Sepak Takraw
- Schießen
- Tischtennis
- Tennis
- Volleyball

## Referenzen
- Percy Seneviratne (1993) Golden Moments: the S.E.A Games 1959-1991 Dominie Press, Singapur ISBN 981-00-4597-2
- Geschichte der Südostasienspiele
- Lew Hon Kin: SEA Games Records 1959-1985, Petaling Jaya – Penerbit Pan Earth, 1986